# Eriococcus arthrophyti
Eriococcus arthrophyti är en insektsart som först beskrevs av Borchsenius 1949.  Eriococcus arthrophyti ingår i släktet Eriococcus och familjen filtsköldlöss. Inga underarter finns listade i Catalogue of Life.